# سوکورا
سوکورا شهری در شهرستان باگاسی در استان باله در بورکینافاسوی جنوبی است و جمعیت آن ۳۹۹ نفر است.